# NordVPN
NordVPN è un servizio di rete privata virtuale in inglese (Virtual Private Network: VPN).
Ha applicazioni per desktop su Windows, MacOS, e Linux, applicazioni per smartphone su Android e IOS e un’applicazione per Android TV. Si può impostare manualmente sul Router wireless, dispositivi NAS e altre piattaforme.
NordVPN ha sede a Panama, un paese dove non vigono leggi sulla conservazione dei dati e che non fa parte delle alleanze Five Eyes o Fourteen Eyes.

## Storia
NordVPN fu fondata nel 2012 a Vilnius come start-up da Tom Okman.
A fine maggio 2016, fu presentata l’applicazione per Android, seguita da quella per IOS a giugno dello stesso anno. Nell’ottobre del 2017, fu lanciata una estensione per Google Chrome. Nel giugno del 2018, fu lanciata l’applicazione per Android TV. Ad ottobre 2019, NordVPN gestiva più di 7 700 server in 118 paesi. Nel marzo del 2019, NordVPN ricevette una direttiva dalle autorità russe che gli imponeva di aderire ad un sistema informatico statale di siti bloccati, per non permettere agli utenti russi di NordVPN di aggirare la censura del Cremlino. Fu dato a NordVPN un mese di tempo per aderire all’iniziativa, pena il blocco totale del servizio da parte delle autorità russe. NordVPN rifiutò di adattarsi alle richieste, motivo per cui ad aprile dello stesso anno chiuse i server localizzati in Russia. NordVPN continua ad operare in Russia, ma gli utenti russi non hanno accesso, per ovvi motivi, al server del loro paese.
Nel settembre del 2019 NordVPN annunciò una VPN pensata per il mondo del lavoro, chiamata NordVPN Teams. Questo nuovo servizio fu pensato per piccole e medie imprese, per chi lavora da remoto e per i freelance, e in generale per chi vuole accedere alle risorse lavorative in totale sicurezza.
Nel dicembre del 2019, NordVPN divenne uno dei 5 membri fondatori del neonato “VPN Trust Initiative”, istituto che promette di promuovere la sicurezza online e una maggiore autoregolamentazione e trasparenza nel settore.
Nel 2022 l'azienda si è fusa con la concorrente Surfshark, malgrado entrambe le società operino ancora in maniera indipendente.

## Caratteristiche
NordVPN indirizza tutto il traffico internet dei suoi utenti attraverso un server remoto gestito dall’azienda, nascondendo così il loro indirizzo IP e crittografando tutti i dati in entrata e uscita.
Per la crittografia, NordVPN utilizza nelle sue applicazioni le tecnologie OpenVPN e internet key exchangev2/IPsec. Oltre ai server VPN dedicati ad un uso generale, il servizio offre server dedicati a scopi specifici, tra cui la condivisione P2P, doppia crittografia e la connessione alla rete anonima TOR. Un tempo, NordVPN usava per i router le connessioni L2TPIPsec e Point-to-Point Tunneling Protocol (PPTP), rimosse successivamente poiché poco sicure e obsolete.
NordVPN ha un applicazioni desktop per Windows, macOS e Linux, e applicazioni per mobile su Android, iOS e Android TV. Gli abbonati ottengono anche l’accesso alle estensioni proxy crittografate su Google Chrome e Firefox. Gli abbonati al servizio possono connettersi su massimo 6 dispositivi contemporaneamente. Nel novembre del 2018, NordVPN affermò che la sua politica di no-log, dopo un accertamento di PricewaterhouseCoopers AG, fu verificata.
Nel luglio del 2019, NordVPN rilasciò NordLynx, un nuovo strumento basato sul protocollo sperimentale WireGuard, che mira ad ottenere prestazioni migliori rispetto ai protocolli di tunneling IPSec e OpenVPN. NordLynx è disponibile per gli utenti di Linux e, secondo alcuni test effettuati da Wired UK, permette “in alcune condizioni, un aumento di velocità pari a centinaia di MB/s”.
Nell’aprile del 2020, NordVPN ha annunciato una graduale implementazione su tutte le sue piattaforme del protocollo NordLynx, basato su WireGuard. L’implementazione fu preceduta da un totale di 256 886 test, di cui 47 su macchine virtuali di 9 diversi provider, in 19 città e otto paesi. I test hanno mostrato una velocità media di download più elevata rispetto a OpenVPN e IKEv2.